# (400385) 2007 YP46
(400385) 2007 YP46 es un asteroide que forma parte del cinturón interior de asteroides descubierto el 30 de diciembre de 2007 por el equipo del Mount Lemmon Survey desde el Observatorio del Monte Lemmon, Arizona, Estados Unidos.

## Designación y nombre
Designado provisionalmente como 2007 YP46.

## Características orbitales
2007 YP46 pertenece al Grupo de Hungaria, está situado a una distancia media del Sol de 1,866 ua, pudiendo alejarse hasta 2,044 ua y acercarse hasta 1,687 ua. Su excentricidad es 0,095 y la inclinación orbital 23,90 grados. Emplea 931,043 días en completar una órbita alrededor del Sol.

## Características físicas
La magnitud absoluta de 2007 YP46 es 17,7. 